# راگبی با ویلچر
راگبی با ویلچر که در ایالات متحده آمریکا با نام راگبی کواد (به انگلیسی: quad rugby) شناخته می‌شود، گونه‌ای از ورزش‌های تیمی است که برای افراد معلول طراحی شده‌است. مسابقات این ورزش در بیش از بیست کشور جهان انجام می‌شود و یکی از ورزش‌های پارالمپیک محسوب می‌شود.
این ورزش در کشور کانادا در سال ۱۹۷۷ میلادی ابداع شد و در آن زمان ماردربال نامیده می‌شد. شرکت‌کنندگان در مسابقات این ورزش دارای معلولیت فلج چهاراندام هستند. مسابقات این ورزش تنها در یک دسته مختلط برگزار می‌شود و تیم‌ها نیز مختارند تا هر تعداد از هر جنسیت را در تیم خود داشته باشند. رقابت‌های راگبی با ویلچر در یک سالن سرپوشیده برگزار می‌شود و قوانین آن از تلفیق قوانین بسکتبال با ویلچر، هاکی روی یخ، هندبال و راگبی اتحاد ایجاد شده‌است.
رویدادهای این ورزش توسط فدراسیون جهانی راگبی با ویلچر که در سال ۱۹۹۳ تأسیس شد، سازماندهی می‌شود.